# Senecio hercynicus
Senecio hercynicus — вид квіткових рослин з родини айстрових (Asteraceae).

## Біоморфологічна характеристика
Трав'яниста багаторічна рослина 30–100(150) см заввишки, стебло пряме, рівномірно облистнене, рясно розгалужене у верхній частині, залозисте принаймні в нижній частині. Стебла міцні й кутасті. Нижні листки під час цвітіння вже сухі, середні листки сидячі, стеблоохопні при основі, від широко-яйцюватих до ланцетних, рівномірно зубчасті, темно-зелені. Суцвіття — волоть. Обгортка з 9–12 залозистих приквітків. Язичкових квіток 4–7, язичкових золотисто-жовтих, трубчастих 12–22. Плід — сім'янка з пушком.

## Поширення
Вид росте в Європі: Болгарія, Чехія, Словаччина, Франція, Німеччина, Греція, Угорщина, Італія, Польща, Румунія, Україна, Боснія і Герцеговина, Чорногорія, Хорватія, Македонія, Сербія.